# Вевелгем
Вевелгем (на нидерландски: Wevelgem) е селище в Северозападна Белгия, окръг Кортрейк на провинция Западна Фландрия. Населението му е около 31 000 души (2006).